# Момот чорнощокий
Момот чорнощокий (Momotus momota) — вид сиворакшоподібних птахів родини момотових (Momotidae).

## Поширення
Вид досить поширений майже на значній частині Південної Америки. Зокрема, він трапляється на півночі Аргентини, у Бразилії та у всіх країнах північної та західної частини материка, за винятком Чилі. Мешкає у тропічних дощових лісах, на плантація і садах.

## Опис
Птах завдовжки до 47 см (враховуючи довгий хвіст) та вагою 150 г. Голова синя з чорною маскою на тлі яскраво-червоних очей. Груди і черево червоно-коричневого або коричного кольору, з зеленуватими відтінками. У центрі грудної клітки є темна трикутна пляма, оточена бірюзою. Спина і верхня частина хвоста різних відтінків оливково-зеленого кольору. Крила яскраво-зелені з зелено-блакитними криючими. Дві центральні кермові пір'їни хвоста голі, синього кольору з чорним кінчиком і довші за інші.

## Спосіб життя
Живе під пологом дощового лісу. Живиться комахами, дрібними хребетними, рідше дрібними плодами. Гнізда облаштовує у норах. У гнізді 2-5 білих яєць. Кладку насиджують обидва батьки почергово. Інкубація триває 13-19 днів. Пташенята через чотири тижні залишають гніздо, але батьки годують їх ще впродовж чотирьох-шести тижнів.